# Gillian Flynn
Pour les articles homonymes, voir Flynn.
Œuvres principales
- Les Apparences

Gillian Flynn, née le 24 février 1971 à Kansas City, est une scénariste et romancière américaine, spécialisée dans le roman policier.

## Biographie
Quand elle était jeune, Gillian Flynn aimait regarder des films comme Alien, Bonnie et Clyde et Psychose, avec son père qui était professeur de cinéma. 
Elle fait des études supérieures à l'université du Kansas, qu'elle poursuit à l'université Northwestern, où elle obtient une maîtrise en journalisme. Elle désire devenir reporter d'affaires criminelles, mais comprenant qu'elle n'a guère les qualités pour cet emploi, elle travaille plutôt comme critique littéraire au magazine américain Entertainment Weekly durant une dizaine d'années. Au cours de cette période, elle épouse Brett Nolan, dont elle a un fils.
Sa carrière littéraire s'amorce en 2006 avec la publication d'un premier thriller intitulé Sur ma peau (Sharp Objects). Son troisième roman, Les Apparences (Gone Girl), une immersion dans l'intimité d'un couple de New-Yorkais partis s'installer dans le Missouri, lui vaut une reconnaissance internationale. Toutefois, à la parution du roman, certains critiques accusent Gillian Flynn d'être misogyne en raison des descriptions peu flatteuses dont sont souvent affublés les personnages féminins de ses livres. L'auteur a répondu à ces commentaires en déclarant qu'elle estime que : « C'est avoir une très petite vision de ce qu'est vraiment le féminisme [...] pour moi c'est aussi d'avoir possibilité d'avoir des femmes dans le rôle des méchants personnages ».

## Œuvre

### Romans
- Sur ma peau (roman), Calmann-Lévy, coll. « Suspense », 2007 ((en) Sharp Objects, 2006), trad. Christine Barbaste, 285 p.  (ISBN 978-2-7021-3781-9)Réédition Le Livre de poche, coll. « Thriller » no 37274, 2008 (ISBN 978-2-253-12070-4)
- Les Lieux sombres[4], Sonatine, 2009 ((en) Dark Places, 2009), trad. Héloïse Esquié, 482 p.  (ISBN 978-2-35584-035-7)Réédition Le Livre de poche, coll. « Thriller » no 32150, 2012 (ISBN 978-2-253-15713-7)
- Les Apparences (roman)[5], Sonatine, 2012 ((en) Gone Girl, 2012), trad. Héloïse Esquié, 573 p.  (ISBN 978-2-35584-117-0)Grand prix des lectrices de Elle, catégorie policier, 2013[6] - Réédition Le Livre de poche, coll. « Thriller » no 33124, 2013 (ISBN 978-2-253-16491-3)

### Nouvelles
- Qu'est-ce que vous faites dans la vie ?, Sonatine, 2016 ((en) What Do You Do?, 2014), trad. Héloïse Esquié  (ISBN 978-2-355-84524-6)Prix Edgar-Allan-Poe 2015 - Parue en langue originale dans l'anthologie Vauriens

### Au cinéma
- 2014 : Gone Girl, film américain réalisé par David Fincher, scénario de Gillian Flynn d'après son propre roman éponyme, avec Ben Affleck, Rosamund Pike et Neil Patrick Harris
- 2015 : Dark Places, film américano-français écrit et réalisé par Gilles Paquet-Brenner, d'après le roman éponyme, avec Chloë Grace Moretz, Charlize Theron et Corey Stoll
- 2018 : Les Veuves, film britannico-américain réalisé par Steve McQueen, scénario de Gillian Flynn et Steve McQueen

### À la télévision
- 2018 : Sharp Objects, mini-série américaine créée par Marti Noxon et réalisée par Jean-Marc Vallée d'après son roman éponyme, avec Amy Adams

## Récompenses

### Littéraires
- Nous allons mourir ce soir
  - Prix Edgar-Allan-Poe 2015 de la meilleure nouvelle
- Sur ma peau
  - Prix Prix CWA Ian Fleming Steel Dagger 2007

### Audiovisuelles
- Gone Girl
  - Festival du film de Hollywood 2014 : Hollywood Screenwriter Award
  - Online Film Critics Society Awards 2014 : Meilleur scénario adapté
  - Phoenix Film Critics Society Awards 2014 : Meilleur scénario adapté
  - St. Louis Film Critics Association Awards 2014 : Meilleur scénario adapté
  - San Diego Film Critics Society Awards 2014 : Meilleur scénario adapté
  - Washington D.C. Area Film Critics Association Awards 2014 : Meilleur scénario adapté